# Obsession (album d'Éric Lapointe)
Pour les articles homonymes, voir Obsession.
Albums de Éric Lapointe
Invitez les vautours
Obsession, premier album d'Éric Lapointe, fait son apparition en 1994 et se vend à plus de 200 000 exemplaires.

## Titres
| No  | Titre                  | Durée |
| --- | ---------------------- | ----- |
| 1.  | Danger                 |       |
| 2.  | L'école du rock'n roll |       |
| 3.  | Terre promise          |       |
| 4.  | Condamné               |       |
| 5.  | N'importe quoi         |       |
| 6.  | Marie-Stone            |       |
| 7.  | Hypocrite              |       |
| 8.  | Misère                 |       |
| 9.  | Obsession              |       |
| 10. | L'exquise              |       |